# Frederick Corder
Frederick Corder, född 26 januari 1852, död 21 augusti 1932, var en brittisk tonsättare.
Corder var kapellmästare vid Brighton Aquarium, kurator och lärare vid kungliga musikakademin i London från 1890. Corder har komponerat operor, operetter, ouvertyrer, orkestersviter, violinstycken, sånger med mera. Han var även en känd översättare av operatexter, och skrev även enstaka teoretiska verk samt History of The royal academy of music (1922).